# Skam (bok)
Skam är en roman av Karin Alvtegen, från 2005, utgiven på Natur & Kultur.
Den handlar om två kvinnor (Maj-Britt och Monika) som mår dåligt. De är så olika varandra som man bara kan vara. Maj-Britt är runt sextio år gammal, lever instängd i sin lägenhet, äter för att trösta sig och har ont både fysiskt och psykiskt på grund av vikten och sorgliga minnen. Monika är överläkare och arbetar dygnet runt. Hon bor i ett av de finaste kvarteren och har all lycka, i alla fall på utsidan. På insidan mår hon fruktansvärt dåligt då hon klandrar sig själv för sin brors död. De två kvinnornas liv flätas mer och mer samman under bokens gång.